# 현동완
현동완(玄東完, 1899년 6월 12일 ~ 1963년 10월 25일)은 대한민국의 사회 운동가이다.

## 약력
서울 출신이다. 1917년 조선중앙YMCA 학관을 졸업했고, 1918년부터 YMCA 간사가 되어 소년부와 체육부 간사, YMCA 연맹 주임간사, 영창학교(英彰․Y학관) 교장, 그리고 서울 YMCA 총무를 지내는 등 거의 전 생애를 YMCA와 더불어 살았다.
1920년 3월 30일 현동완은 농구 선수 겸 감독원으로서 반하트와 함께 일본 도쿄 원정을 떠났다. YMCA 농구팀은 최초의 해외 원정 경기에서 2승 3패의 전적을 남겼다. 1938년 일제의 탄압으로 YMCA가 폐쇄 상태에 있었던 시기나 8.15 해방 후의 혼란기, 한국전쟁으로 인한 회관 상실, 부산 피난과 환도 이후의 혼란기에 YMCA를 지키기 위해 힘썼다.
1945년 고려민주당 창당에 관여했으며, 1950년대부턴 전쟁 고아와 부녀자를 위한 구호사업에 주력했다. 1952년에는 삼동부녀회관(三同婦女會館)을 설립하여 전쟁 미망인과 윤락 여성을 구호하였고 1953년에는 100만평이 넘는 난지도를 사들여 '보이즈 타운'이라고 불린 삼동소년촌(三同少年村)을 짓고 거리에서 방황하는 고아들을 데려다가 양육하였다. 삼동소년촌은 소년들이 시장(市長)을 뽑고 자체 은행권을 발행하는 등 유토피아적인 소년 자치도시였다고 한다. 난지도의 소년들은 1969년 물난리로 뿔뿔이 흩어졌다. 지금도 YMCA 사업의 하나로서 계속 운영되고 있다.
당시 이승만 대통령으로부터 보건사회부 장관을 맡아달라는 요청도 받았지만 거절하고, YMCA 총무이자 '고아의 아버지'로서 전쟁고아 구호 사업에 심혈을 기울였다. 1963년 10월 25일 삼동소년촌에서 고아들이 지켜보는 가운데 고요히 눈을 감았다.

## 사회 활동
일제강점기 YMCA 산악회원을 이끌고 백두산 정상에 등정했다. 1949년부터 1954년까지 한국산악회 회장을 역임했다. 브라질, 멕시코 등 남미 각국을 순방하면서 이민 사업을 추진했다.

## 일화
- 한복 두루마기를 짧게 만들어 YMCA 직원들의 사무복으로 사용하게 했다.